# 普安军
普安军，南宋的一个军。
隆兴二年（1164年）改剑州置，治所在普安县（今四川省剑阁县）。辖境相当今四川省剑阁、梓潼等县。绍熙二年（1191年），升隆庆府。 